# Aruto Nishimura
Aruto Nishimura (西村有斗?, Nishimura Aruto; 8 marzo 1994) è un giocatore di football americano giapponese, che gioca come wide receiver per gli Obic Seagulls.

## Palmarès
- 1 Rice Bowl (Obic Seagulls, 2020)